# Hikone

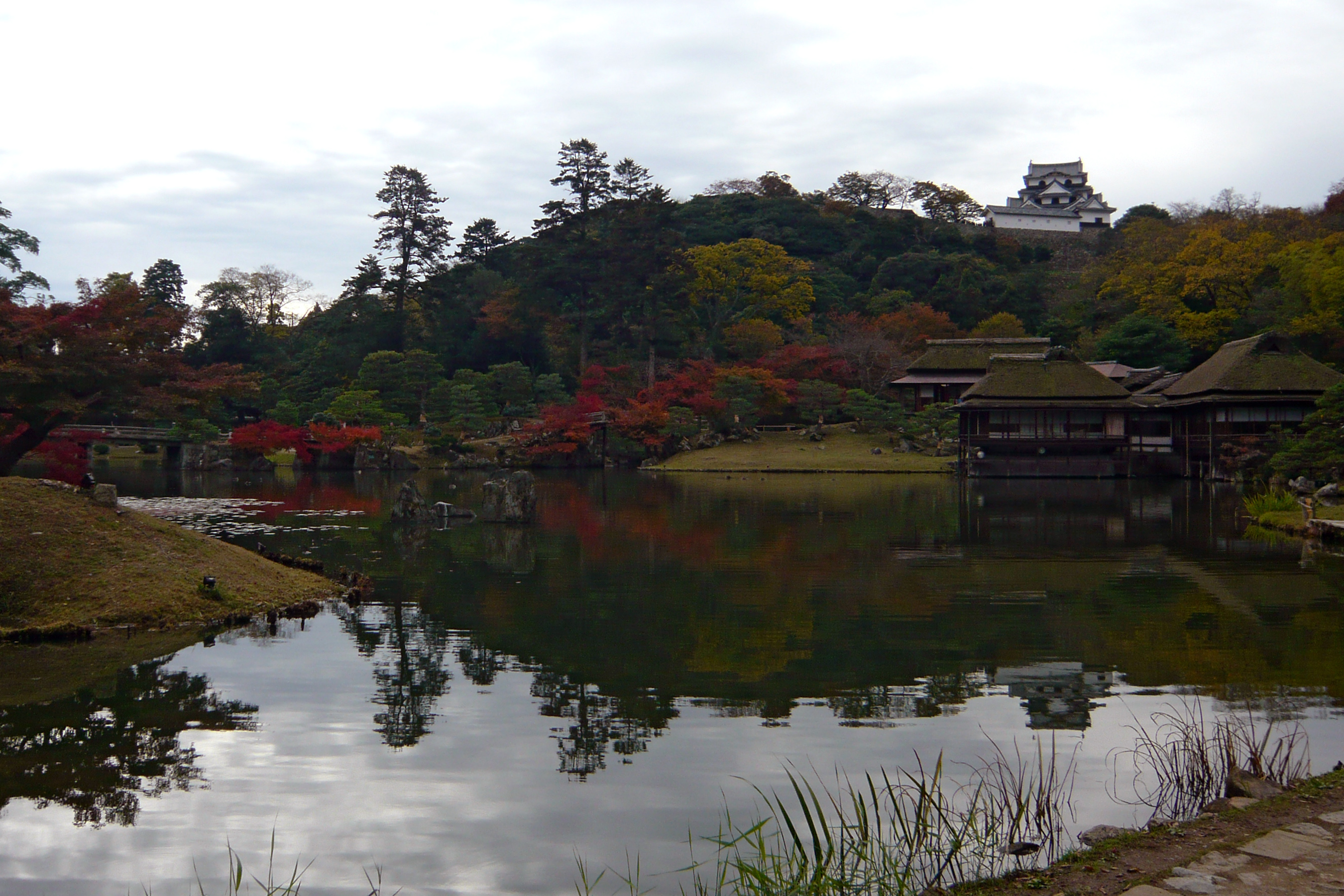
Parcul Genkyuen cu castelul

Hikone (彦根市 Hikone-shi?) este un municipiu din Japonia, prefectura Shiga. La sfârșitul lunii februarie 2023, avea o populație de 111,528 de persoane.

## Geografie
Hikone este situat în centrul prefecturii Shiga, pe malul estic al lacului Biwa și se extinde până spre Munții Ibuki. 